# Yeshe Dorje
| Tibetische Bezeichnung                 |
| -------------------------------------- |
| Tibetische Schrift: ཡེ་ཤེས་རྡོ་རྗེ་          |
| Wylie-Transliteration: ye shes rdo rje |

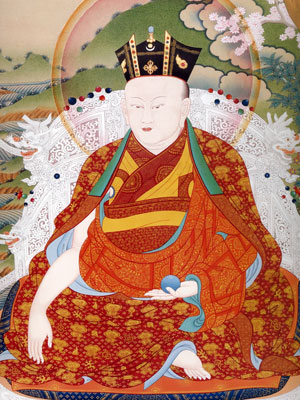
Der 11. Karmapa

Yeshe Dorje (tibetisch ཡེ་ཤེས་རྡོ་རྗེ Wylie ye shes rdo rje; * 1676 in Markam; † 1702) war der 11. Karmapa der Karma-Kagyü-Schule des tibetischen Buddhismus.

## Biographie
Den Vorhersagen Chöying Dorjes entsprechend wurde Yeshe Dorje in der Mayshö-Region in Osttibet geboren. Der 7. Shamarpa Yeshe Nyingpo (1631–1694) und der 6. Goshri Gyeltshab Rinpoche Norbu Sangpo (1660–1698) erkannten ihn als den elften Karmapa an. Er wurde nach Yangpachen, dem Hauptsitz der Shamarpas gebracht, und dann in Tshurphu inthronisiert. Yeshe Nyingpo unterrichtete ihn in der Tradition der Karma-Kagyü. Außerdem erhielt er Unterricht von den Schatzfindern Yonge Mingyur Dorje und Taksham Nüden Dorje (auch: Samten Lingpa). Das erfüllte eine Prophezeiung Padmasambhavas, nach der der elfte Karmapa auch bestimmte Terma-Linien halten sollte.
Yeshe Dorje ließ das Kloster Tshurphu renovieren, das von der mongolischen Armee geplündert worden war. Einer seiner Schüler war Treho Rinpoche, Regent des 5. Dalai Lama, der ein Ende sektiererischer Bewegungen im tibetischen Buddhismus anzuregen versuchte.
Yeshe Dorje erkannte Pelchen Chökyi Döndrub (1695–1732) als den 8. Shamarpa an, der auch nächster Linienhalter der Karma-Kagyü wurde. In seinem kurzen Leben von 26 Jahren meisterte Yeshe Dorje die Lehren der Kagyü und auch die der Nyingma. Bevor er starb, hinterließ er einen detaillierten Brief mit Angaben zu seiner nächsten Geburt, den er Pelchen Chökyi Döndrub aushändigte.